# Бронкс-парк-Ист (линия Уайт-Плейнс-роуд, Ай-ар-ти)
|   |   |   |   |   |
| · | · | · | · | · |

|   |   |   |   |   |
| · | · | · | · | · |

«Бронкс-парк-Ист» (англ. Bronx Park East) — станция Нью-Йоркского метрополитена, расположенная на линии Уайт-Плейнс-роуд, Ай-ар-ти.  На станции останавливаются маршруты 2 (круглосуточно) и 5 (в часы пик в пиковом направлении). Она представлена двумя боковыми платформами, обслуживающими два локальных пути (центральный путь не используется для регулярного движения поездов).
Станция была открыта 3 марта 1917 года, на эстакаде. Со станции видны пути линии Дайр-авеню, и южнее отходят пути в два депо Unionport Yard и East 180th Street Yard.
В 2006 году, станция была оформлена изображениями на тему «Буква „би“ означает „птицы Бронкса“» авторства Кандиды Алварез.